# Papillaria bamforthiae
Papillaria bamforthiae är en bladmossart som beskrevs av Brotherus och Hugh Neville Dixon 1912. Papillaria bamforthiae ingår i släktet Papillaria och familjen Meteoriaceae. Inga underarter finns listade i Catalogue of Life.